# Ukai Ryota
Ukai Ryota (鵜飼 亮多 Ukai Ryota, sinh ngày 28 tháng 5 năm 1996) là một cầu thủ bóng đá người Nhật Bản. Anh thi đấu cho Thespakusatsu Gunma.

## Thống kê câu lạc bộ
Cập nhật đến ngày 20 tháng 2 năm 2017.
| Thành tích câu lạc bộ | Thành tích câu lạc bộ      | Thành tích câu lạc bộ    | Giải vô địch | Giải vô địch | Cúp                   | Cúp                   | Tổng cộng | Tổng cộng |
| Mùa giải              | Câu lạc bộ                 | Giải vô địch             | Số trận      | Bàn thắng    | Số trận               | Bàn thắng             | Số trận   | Bàn thắng |
| Nhật Bản              | Nhật Bản                   | Nhật Bản                 | Giải vô địch | Giải vô địch | Cúp Hoàng đế Nhật Bản | Cúp Hoàng đế Nhật Bản | Tổng cộng | Tổng cộng |
| --------------------- | -------------------------- | ------------------------ | ------------ | ------------ | --------------------- | --------------------- | --------- | --------- |
| 2015                  | Thespa Kusatsu Challengers | Gunma Prefectural League | 9            | 3            | –                     | –                     | 9         | 3         |
| 2016                  | Thespa Kusatsu Challengers | Gunma Prefectural League | 8            | 0            | –                     | –                     | 8         | 0         |
| 2016                  | Thespakusatsu Gunma        | J2 League                | 1            | 0            | 2                     | 0                     | 3         | 0         |
| Tổng                  | Tổng                       | Tổng                     | 0            | 0            | 0                     | 0                     | 0         | 0         |